# Saint-Nazaire Volley-Ball Atlantique 2014-2015
Questa voce raccoglie le informazioni riguardanti il Saint-Nazaire Volley-Ball Atlantique nelle competizioni ufficiali della stagione 2014-2015.

## Organigramma societario
Area direttiva
- Presidente: Pierre Loreau

Area tecnica
- Allenatore: Gilles Gosselin
- Allenatore in seconda: Philippe Lagisquet

Area sanitaria
- Medico: Didier Frocrain, Frédéric Vittet
- Preparatore atletico: Sédrik Molle
- Fisioterapista: Elodie Milin

## Rosa
| N° | Nome               | Ruolo | Data di nascita  | Nazionalità sportiva |
| -- | ------------------ | ----- | ---------------- | -------------------- |
| 1  | Jakub Veselý       | C     | 2 settembre 1986 | Rep. Ceca            |
| 3  | Frédéric Barais    | S     | 10 dicembre 1989 | Francia              |
| 4  | Thomas Ereu        | S     | 25 ottobre 1979  | Venezuela            |
| 5  | Lukas Bauer        | C     | 26 febbraio 1989 | Germania             |
| 6  | Théo Morillon      | L     | 19 dicembre 1994 | Francia              |
| 7  | David Lanta        | L     | 23 novembre 1984 | Francia              |
| 8  | Romain Kreisz      | P     | 14 ottobre 1990  | Francia              |
| 10 | Marc Zopie         | C     | 31 maggio 1987   | Francia              |
| 12 | Robin Tosatto      | S     | 22 aprile 1985   | Francia              |
| 13 | Ronald Jiménez     | S/O   | 9 gennaio 1990   | Colombia             |
| 15 | Patrick Steuerwald | P     | 3 marzo 1986     | Germania             |
| 16 | Julien Saint Vanne | S/O   | 13 maggio 1992   | Francia              |
| 17 | Jan Willem Snippe  | S     | 21 maggio 1986   | Paesi Bassi          |